# Agulla nigrinotum
Agulla (Californoraphidia) nigrinotum is een kameelhalsvliegensoort uit de familie van de Raphidiidae. De soort komt voor in het zuidwesten van de Verenigde Staten.
Agulla (Californoraphidia) nigrinotum werd voor het eerst wetenschappelijk beschreven door Woglum & McGregor in 1964.